# Berdyansk (huyện)
Huyện Berdyansk (tiếng Ukraina: Бердянський район, chuyển tự: Berdyansks’kyi raion) là một huyện của tỉnh Zaporizhia thuộc Ukraina. Huyện Berdyansk có diện tích 1776 km², dân số theo điều tra dân số ngày 5 tháng 12 năm 2001 là 31631 người với mật độ 18 người/km2. Trung tâm huyện nằm ở Berdyansk.